# Portret José de Toro y Zambrano
Portret José de Toro y Zambrano (hiszp. Retrato de D. José de Toro y Zambrano) – obraz olejny hiszpańskiego malarza Francisca Goi (1746–1828). Jeden z sześciu portretów dygnitarzy namalowanych przez artystę na zlecenie nowo powstałego Banku Narodowego San Carlos.

## Okoliczności powstania
W latach 1780. kariera Goi jako portrecisty madryckiej arystokracji nabierała tempa. Był wówczas związany z dworem Karola III, a wkrótce miał otrzymać stanowisko nadwornego malarza. Znajomość artysty z Ceánem Bermúdezem zaowocowała ważnym zamówieniem na portrety dygnitarzy powstałego w 1782 Banku Narodowego San Carlos, instytucji finansowej poprzedzającej obecny Bank Hiszpanii. Ceán Bermúdez był sekretarzem banku, a jednocześnie historykiem i kolekcjonerem sztuki, z Goyą łączyła go długoletnia przyjaźń. Za jego wstawiennictwem sześciu z ośmiu bankowych dygnitarzy wybrało Goyę na swojego portrecistę. Obrazy były przeznaczone do dekoracji głównej sali zebrań. W latach 1785–1788 powstały kolejno portrety José de Toro y Zambrano, króla Karola III, Francisca Javiera de Larumbe, markiza de Tolosa, hrabiego de Altamira, i jako ostatni portret Francisca Cabarrusa. Goya otrzymał 2328 reali de vellón za portret José de Toro. Wypłaty dokonano 13 kwietnia 1785 za pośrednictwem Ceána Bermúdeza.

## Opis obrazu
José de Toro y Zambrano (1756–1796) był zamożnym szlachcicem pochodzącym z Kapitanii Generalnej Chile i jednym z dyrektorów Narodowego Banku San Carlos. Został przedstawiony w półpostaci, na neutralnym tle, podobnie jak markiz de Tolosa. Światło koncentruje się wokół głowy postaci. De Toro ma na sobie czerwony kaftan i kamizelkę ozdobione złotymi guzikami, białą koszulę z żabotem i koronkowymi mankietami. Prawą rękę trzyma opartą na kamizelce, a lewą opiera o fikcyjny parapet, przeznaczony do naniesienia inskrypcji z nazwiskiem modela. Uwagę zwraca uważne spojrzenie de Toro oraz delikatność pociągnięć pędzla w detalach stroju.
Po ukończeniu dzieła przez Goyę na obrazie został domalowany krzyż orderu Karola III, który później usunął Federico Amutio, konserwator sztuki w Muzeum Prado.

## Proweniencja
Obrazy namalowane przez Goyę dla Narodowego Banku San Carlos zostały razem z całą instytucją przejęte przez jej następcę – Bank Hiszpanii, gdzie obecnie się znajdują. Cała seria portretów dygnitarzy bankowych była przez wiele lat zapomniana. Obrazy zdeponowane w rzadko używanym pomieszczeniu w dawnej siedzibie banku przy ulicy Atocha (obecnie Departament Długu Publicznego) odnalazł jego prezes, Francisco Belda. Zlecił on analizę bankowej księgowości, gdzie odnaleziono rejestr należności wypłaconych Goi kolejno za wszystkie sześć obrazów. Księgi te pomogły w udokumentowaniu i datowaniu portretów, które udostępniono publiczności po raz pierwszy w 1900, na wystawie poświęconej Goi.